# كوبون

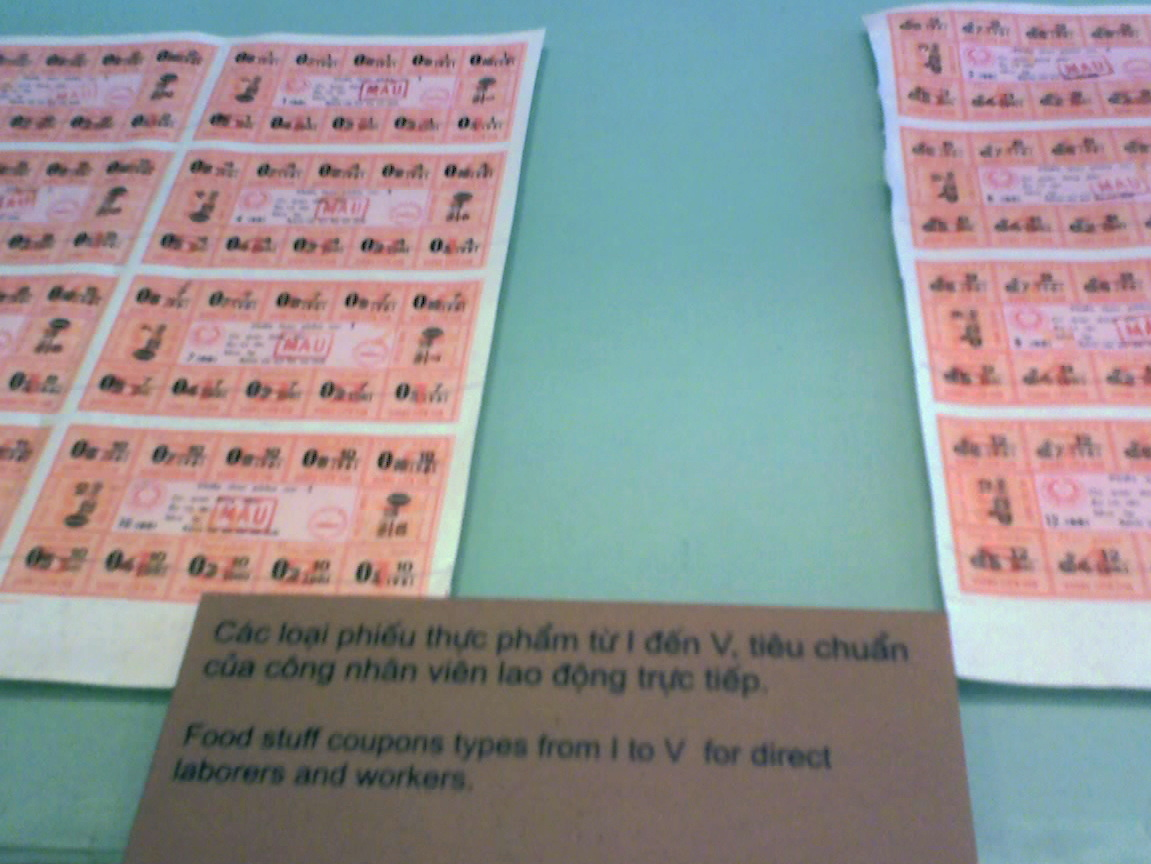
كوبونات حصص المواد الغذائية من الأنواع I-V للعمال المباشرين والعمال في فيتنام ، 1976-1986

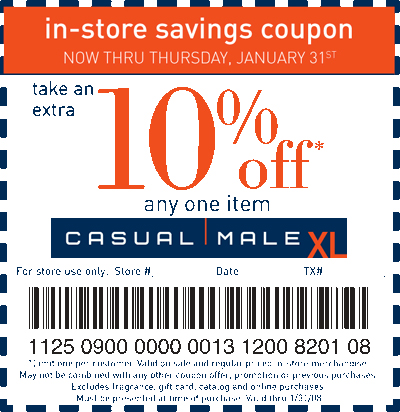

القَسِيمَة (الجمع: القَسَائِم) أو الكوبون (بالإنجليزية: Coupon)‏ في مجال التسويق، هو تذكرة أو قسيمة تحمل رموزاً يمكن استبدالها بحسم مالي أو تخفيض عند شراء أي منتج أو خدمة. عادةً تصدر الكوبونات من قبل الشركات المصنعة للمنتجات أو من قبل تجار البيع بالتجزئة، كجزءٍ من العروض الترويجية للسلع. غالبا ما تُوزع الكوبونات على نطاق واسع للناس باستخدام خدمات البريد، المجلات، الصحف، الإنترنت (النشرات الإخبارية عبر البريد الإلكتروني، مواقع الكوبونات والعروض ومنصات التواصل الاجتماعي)، إرسال رسائل للأرقام العملاء وغيرها من الطرق.
تعمل رموز الكوبونات كشكل من أشكال التمييز في الأسعار، حيث يمكن للعلامات التجارية وبائعي التجزئة تقديم سعر فقط للمستهلكين الذين يحملون القسائم لشكرهم على وفائهم للعلامة التجارية، وتشجيعهم على شراء المزيد، دون حمل هم الميزانية.
بالإضافة لذلك، يمكن استخدام الكوبونات من قبل التجار بشكل كبير في حالات المنافسة الشرسة في الأسواق لجذب المزيد من العملاء الجدد والمحافظة على العملاء القدماء.

## تاريخ الكوبون

### أصل الفكرة
بدأت الفكرة من العصر الإسلامي، خلال المجاعة الكبرى عام 18 هـ (638 م)، قدم عمر بن الخطاب الخليفة الراشد الثاني، العديد من الإصلاحات مثل إدخال نظام توزيع المواد الغذائية باستخدام القسائم، والتي تم منحها للمحتاجين ويمكن استبدالها بالقمح والدقيق.

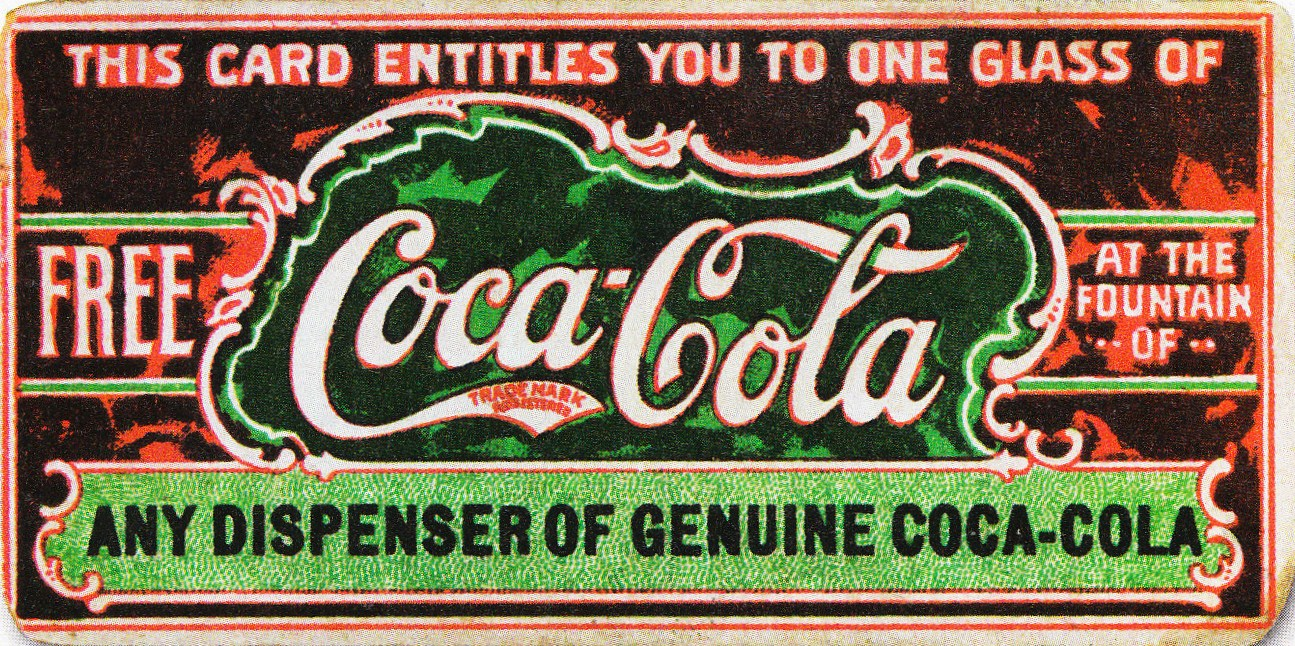
كوبون من شركة كوكاكولا

أما أقدم قسيمة موثقة، فهي قسيمة "الكأس المجانية" التي أصدرتها شركة كوكاكولا عام 1888. تم تأسيس شركة كوكاكولا في العام 1886 في أتلانتا، جورجيا. لتصبح بعد ذلك شركة عملاقة على مستوى العالم بفضل تحويل مشروب منشط بسيط لعمل مربح بفضل تقنيات الإعلان. تضمن التسويق لمشروب كوكاكولا أن يقوم موظفو المبيعات وممثلو المبيعات بتوزيع كوبونات مجانية على العملاء عن طريق المجلات. وتشير التقديرات أنه بين العامين 1894 و1913 حصل واحد من كل تسعة أشخاص مشروب كوكاكولا بالمجان، ما يعني 8 ملايين و500 ألف مشروب مجاني باستخدام الكوبون. الأمر الذي جعل إيزا كاندلر وهو أحد المساهمين في كوكاكولا يعلن بأنه تم تقديم مشروب كوكاكولا في كل ولاية في الولايات المتحدة الأمريكية سنة 1895.
في أستراليا أيضا، اشترى المستهلكون الذين حصلوا على كوبون أولا من إحدى الشركات التي تدعى Shop A Docket فور إطلاق منتجاتها في السوق عام 1986.

## أنواع استخدامات الكوبون
تقدم القسائم أنواعًا مختلفة من القيم، مثل الخصومات والشحن المجاني وشراء واحد والحصول على واحد مجانًا واستبدال المنتج بآخر وكوبونات العملاء الجدد وعروض التجربة المجانية وعروض الإطلاق وعروض المهرجانات والهدايا المجانية. وبالمثل، هناك استخدامات متنوعة للقسائم والتي تشمل: تحفيز الشراء أو خفض السعر أو تقديم عينة مجانية  أو مساعدة المسوقين في فهم التركيبة السكانية لعملائهم.

### وظيفة
يمكن استخدام القسائم لبحث حساسية الأسعار لمجموعات مختلفة من المشترين (عن طريق إرسال قسائم بقيم دولارية مختلفة إلى مجموعات مختلفة). يؤثر الوقت والموقع والأحجام (على سبيل المثال، كيس بوزن خمسة أرطال مقابل كيس بوزن 20 رطلاً) على الأسعار؛ وتعتبر القسائم جزءًا من مزيج التسويق. وهكذا هو الحال مع معرفة العميل.

### قسائم البقالة
قسائم البقالة وهي نوعين رئيسيين:
- قسائم المتجر: تصدر من المتجر نفسه. ستقبل بعض المتاجر أيضًا قسائم المتجر الصادرة عن المنافسين.
- قسائم تصدر من مصنع المنتج [4] جزء من وظيفتهم هو الإعلان عن عروضهم وجذب عملاء جدد.

تقوم بعض محلات البقالة بمضاعفة قيمة القسائم بانتظام أو حتى ثلاثة أضعافها لجذب العملاء إلى متاجرها.  تؤدي الأحداث الخاصة الدورية إلى مضاعفة قيمة القسيمة ثلاث مرات في أيام أو أسابيع معينة.

## كوبون البقالة
يأتي كوبون البقالة في نوعيين رئيسين: كوبونات خاصة بالمتاجر وكوبونات الشركات والعلامات التجارية المصنعة.
- كوبونات المتاجر عبارة عن تخفيضات تستند إلى كوبون يقدم مقابل عنصر معين أو عدة عناصر. سيقوم المتجر بقبول الكوبونات الخاصة به فقط. لكن بعض المتاجر قد تقبل أي كوبون قد تم إصداره من قبل متاجر منافسة.
- كوبونات الشركات المصنعة أو العلامات التجارية يمكن استخدامها مع أي متاجر ومحلات تقوم بعرض منتجات هذه الشركات. تتميز كوبونات الشركات المصنعة بإمكانية استخدامها في مختلف بلدان العالم التي يتم فيها الترويج لمنتجاتها وليس ضمن متجر واحد أو بلد واحد.

يتم إصدار كوبونات البقالة كحافز للأشخاص الذين يرغبون في شراء المزيد من المنتجات وتوفير المال في الوقت نفسه، ولكن كوبونات الشركات المصنعة تهدف في المقام الأول إلى الترويج والإعلان للمنتجات وجذب المزيد من العملاء للشركة.
من بين الطرق الذكية التي يتم استخدام الكوبونات بها، هي زيادة مبيعات الصحف والمجالات؛ حيث تعمد الكثير من المجلات والصحف في وضع كوبونات مختلفة داخل صفحات إصداراتها لدفع الناس لشراء المزيد منها في حال رغبوا في الكثير من الكوبونات.
مع نهاية السنة، تقوم الكثير من المحلات والشركات المصنعة بإطلاق المزيد من الكوبونات لجلب المزيد من العملاء الجدد ودفعهم لشراء منتجات بالأسعار التي لم يحلموا بها مطلقا، خاصة يوم الجمعة الأسود، عيد العزاب، أعياد الميلاد، عيد الشكر وغيرها.

## انتهاء الصلاحية
الكثير من الكوبونات لها تاريخ انتهاء صلاحية معينة، حيث تصبح بدون فائدة إذا لم يتم استخدامها في الفترة التي تحددها لها الشركة أو المتجر. على سبيل المثال، كوبون عيد الميلاد يبقى صالحا طيلة فترة أعياد الميلاد فقط.

## وسائل الإعلام المطبوعة
كان الطريقة الأكثر شيوعا للحصول على الكوبونات هي من خلال الصحف والمجلات، ولكن هذا الأمر في السنوات التي لم تكن فيها خدمة الإنترنت متاحة للجميع. يستخدم التجار في تلك الحالة طرق تحقق من قبيل الرموز الشريطية الفريدة، أرقام معرف الكوبون، الأختام الثلاثية الأبعاد، العلامة المائية من أجل حماية كوبوناتهم من النسخ أو الاستخدام الغير مصرح به.

## كوبونات الإنترنت
يشار للكوبون الذي يتم إصداره من قبل تجار التجزئة والشركات عبر الإنترنت بعدة أسماء؛ «رموز القسيمة»، «الرموز الترويجية»، «رموز الترويج»، «رموز الخصم»، «رموز تخفيض»، «رموز التسوق» أو «رموز القسائم» أو «رموز المكافآت» أو «قسائم الخصم» وغيرها من التسميات.
عادة ما تقدم كوبونات الإنترنت تخفيض على تكلفة المنتج أو خدمة معينة عند شرائها من أحد المتاجر الالكترونية مثل أمازون أو سوق وغير ذلك. ويتم إرسال هذه الكوبونات للعملاء من خلال النشرات البريدية أو يتم مشاركتهم معهم مباشرة عبر صفحات المتاجر عبر مواقع التواصل الاجتماعي والمنتديات.